# Al di là del fiume
Al di là del fiume (Drums Across the River) è un film del 1954 diretto da Nathan Juran.
È un film western statunitense con Audie Murphy, Walter Brennan e Lyle Bettger.

## Trama
Crown City, nel Colorado sta per diventare una città fantasma; l'unico oro rimasto è nella terra degli indiani Ute. Un uomo onesto di nome Gary Brannon odia gli indiani e si unisce a una missione per cercare concessioni minerarie; ma l'imprenditore spietato Frank Walker, vuole scatenare una guerra indiana anche se Gary e suo padre vogliono mantenere la pace senza scatenare questa guerra inutile.

## Produzione
Il film, diretto da Nathan Juran su una sceneggiatura di John K. Butler e Lawrence Roman con il soggetto dello stesso Butler, fu prodotto da Melville Tucker per la Universal International Pictures e girato in California, in gran parte negli studios della Universal a Universal City.

## Distribuzione
Il film fu distribuito con il titolo Drums Across the River negli Stati Uniti nel giugno del 1954 al cinema dalla Universal Pictures.
Alcune delle uscite internazionali sono state:
- in Austria nel gennaio del 1955 (Adlerschwinge)
- in Germania Ovest il 7 gennaio 1955 (Adlerschwinge)
- in Svezia il 17 gennaio 1955 (Trummor över floden)
- in Francia il 1º giugno 1956 (La rivière sanglante)
- in Portogallo il 28 gennaio 1957 (Tambores ao Longe)
- in Danimarca il 9 gennaio 1961 (I rødhudernes dødsdal)
- in Belgio (La rivière sanglante)
- in Grecia (Oi treis tyhodioktes)
- in Brasile (Tambores da Morte)
- in Italia (Al di là del fiume)